# 哪嗙乡
哪嗙乡，是中华人民共和国贵州省黔南布依族苗族自治州龙里县一个已撤销的乡级行政区，2014年1月10日，贵州省人民政府批复同意龙里县行政区划调整，撤销哪嗙乡，将其所辖的高枧村、新坪村、谷冰村、大谷冰村划归谷脚镇，乐宝村、二箐村、田坝村、长芽村、顶溪村、坞坭村、关口村、狗场村、石板滩村划归洗马镇，凤凰村划归龙山镇。